# Nichelius fuscopictus
Nichelius fuscopictus är en insektsart som beskrevs av Bolívar, I. 1888. Nichelius fuscopictus ingår i släktet Nichelius och familjen gräshoppor. Inga underarter finns listade i Catalogue of Life.